# تقسيم (بديع)
التقسيم عند البديعيين هو أن يأتي القائل بأشياء ثم يحكم على كل واحد منها بحكم، كقوله تعالى: ﴿كَذَّبَتْ ثَمُودُ وَعَادٌ بِالْقَارِعَةِ ۝٤ فَأَمَّا ثَمُودُ فَأُهْلِكُوا بِالطَّاغِيَةِ ۝٥ وَأَمَّا عَادٌ فَأُهْلِكُوا بِرِيحٍ صَرْصَرٍ عَاتِيَةٍ ۝٦﴾